# Păuleni (okręg Harghita)
Păuleni (węg. Székelypálfalva) – wieś w Rumunii, w okręgu Harghita, w gminie Lupeni. W 2011 roku liczyła 207 mieszkańców.